# Poncio Telesino
Poncio Telesino (en latín, Pontius Telesinus; muerto el 1 de noviembre de 82 a. C.) fue un general samnita, célebre por haber comandado su ejército en la batalla de la Puerta Colina.
Es probable que haya participado en la guerra Social en el bando de los itálicos tras la muerte de Quinto Popedio Silón.
A mediados de 82 a. C., en medio primera guerra civil, tras reclutar junto a Marco Lamponio y Guta de Capua 70 000 hombres, marchó hacia Preneste decidido a ayudar a Cayo Mario, sitiado en dicha ciudad. Sin embargo, Sila le bloqueó los caminos y tuvo que cambiar de plan. Decidió marchar sobre Roma, pero al llegar a las puertas de la ciudad fue atacado y derrotado por Sila y Craso en la batalla de la Puerta Colina, perdiendo la vida en combate.